# Veritas: В поисках истины
«Veritas: В поисках истины» (англ. Veritas: The Quest) — американский телевизионный сериал, транслировавшийся телеканалом ABC в 2003 году.

## Сюжет
Сериал рассказывает о непослушном, но очень смышленом тинейджере Николасе Зонде, недавно открывшем для себя, что профессия его отца, Соломона Зонда, гораздо интереснее и таинственнее чем он думал раньше. Соломон и его команда (под названием «Veritas», с латинского «Истина») занимаются поисками ответов на различные тайны и загадки. История начинается когда мать Никко таинственным образом исчезает во время археологических раскопок. Таким образом и начинается его приключение в стиле Индианы Джонс. Вместе со своим отцом и его коллегами, по следам своей матери, с целью понять тайны, которые она приоткрыла.

## Показ сериала
В США сериал был показан лишь частично, только четыре серии. Пятый эпизод был отложен на неопределенное время, поскольку тогда Америка приняла участие во второй войне в Ираке и новостные программы заняли время сериала в вещательной сетке. Больше сериал не показывали. Целиком же сериал был показан в Великобритании, на канале Sci-Fi Channel, а также итальянских каналах Rai 2 и Rai 4 и испанском Sony Entertainment Television.

## В главных ролях
- Алекс Картер — Соломон Зонд
- Райан Мэрриман — Никко Зонд
- Коби Смолдерс — Джульет Дройл
- Эрик Бальфур — Калвин Банкс
- Синтия Мартеллс — Мэгги
- Арнольд Вослоу — Винсент Симину

## Эпизоды
- Эпизод 1: Reunion
- Эпизод 2: Antarctica
- Эпизод 3: Skulls
- Эпизод 4: Heist (последняя показанная в США серия)
- Эпизод 5: The Wheel Of Dharma
- Эпизод 6: Sangraal
- Эпизод 7: Mummy Virus
- Эпизод 8: Name Of God
- Эпизод 9: Devil’s Child
- Эпизод 10: Avalon
- Эпизод 11: The Lost Codex
- Эпизод 12: Eternal
- Эпизод 13: Helmholtz Resonance